# Tian Tian (panda mâle)
Ne doit pas être confondu avec Tian Tian (panda femelle).
Tian Tian (chinois : 添添 ; pinyin : Tiān Tiān) est un panda géant mâle de 125 kg vivant actuellement au parc zoologique national de Washington. Le panda est né le 27 août 1997 au centre de recherche des pandas géants de la réserve naturelle nationale de Wolong, dans la province de Sichuan, en Chine. Progéniture de Yong Ba (mère) et Pan Pan (père), Tian Tian est le demi-frère du panda du zoo de San Diego, Bai Yun.
On pense que les pandas géants sont des créatures solitaires, à l'exception de la saison des amours et des mères avec de jeunes oursons. Conformément aux habitudes des pandas sauvages, Tian est généralement seul, bien que parfois accompagné par la panda femelle du zoo, Mei Xiang, en dehors de la saison de reproduction. Alors que Tai Shan (petit du couple) était encore au zoo national, Tian et Tai se voyaient parfois à travers une ouverture en filet dans la clôture et étaient conscients de la présence de l'autre grâce au marquage olfactif. Les pandas géants mâles ne jouent aucun rôle dans l'élevage de leurs petits dans la nature. Tian et Mei sont formés pour participer à un examen médical complet, y compris une prise de sang, sans anesthésie.

## Paternité

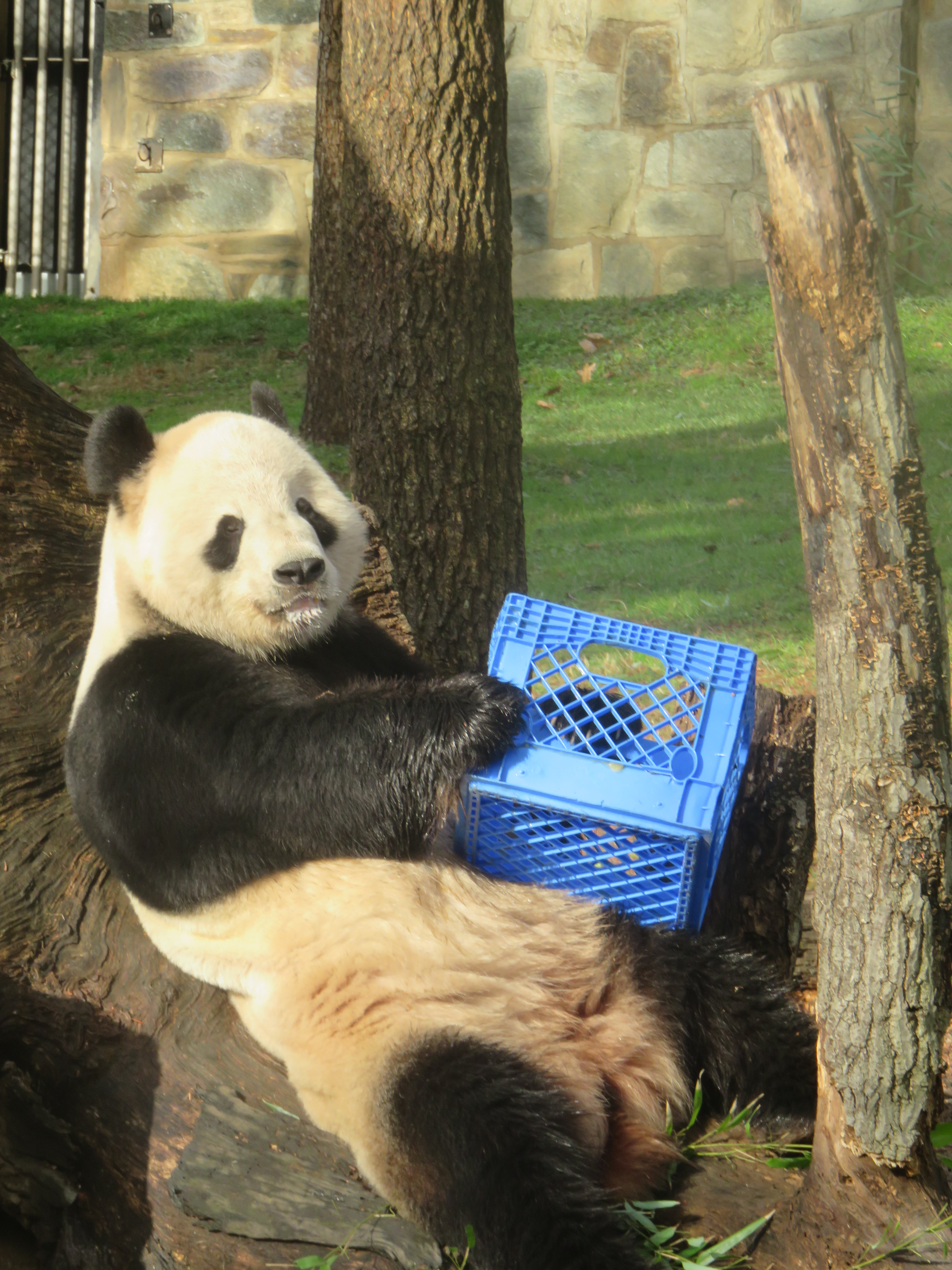
Tian Tian au zoo national

Tian Tian est un père par insémination artificielle uniquement. Bien que lui et Mei Xiang aient eu de multiples occasions de s'accoupler naturellement — et tous deux sont intéressés à le faire — ils n'ont jamais obtenu le bon positionnement. C'est un problème récurrent des pandas géants nés en captivité. À l'été 2005, Mei a donné naissance à un petit mâle, Tai Shan, le 9 juillet 2005,. Conformément à l'accord conclu lors de l'arrivée de Tian Tian et Mei Xiang aux États-Unis, Tai Shan a quitté le zoo national en février 2010 pour retourner dans sa patrie ancestrale. Il s'est envolé pour la Chine sur le même vol que son cousin Mei Lan, né au zoo d'Atlanta.
Une partie du sperme de Tian Tian a été conservée cryogéniquement et utilisée lorsque Mei Xiang a été inséminée artificiellement en 2012. Mei Xiang a donné naissance à une petite femelle dans la nuit du 16 septembre 2012. Le petit (non baptisé) est mort d'une insuffisance hépatique à l'âge d'une semaine.
Le 23 août 2013, Mei Xiang a accouché d'une jeune femelle dénommée Bao Bao. Son nom a été choisi par le public et donné le jour de son 100e jour. Environ 23 heures après la naissance de Bao Bao, Mei Xiang a accouché d'un deuxième petit, également femelle, qui était mort-né. Bao Bao a vécu au zoo national jusqu'au 21 février 2017, date à laquelle elle a été envoyée en Chine.
Des tests génétiques ont confirmé que Tian Tian était le père de deux petits, tous deux mâles, nés de Mei Xiang le 22 août 2015. L'un des petits a été nommé Bei Bei par Michelle Obama et Peng Liyuan, les épouses des présidents américain et chinois. Le deuxième petit est mort à 4 jours et n'a pas été nommé.
Le 21 août 2020, Mei Xiang donne naissance à un autre petit mâle nommé Xiao Qi Ji.